# Lądowisko Mazowiecki Szpital Bródnowski
Lądowisko Mazowiecki Szpital Bródnowski – lądowisko sanitarne w Warszawie, w dzielnicy Targówek, położone przy ul. Kondratowicza 8. Przeznaczone jest do wykonywania startów i lądowań śmigłowców sanitarnych i ratowniczych w dzień i w nocy, o dopuszczalnej masie startowej do 5700 kg.
Zarządzającym lądowiskiem jest Mazowiecki Szpital Bródnowski w Warszawie. W roku 2013 zostało wpisane do ewidencji lądowisk Urzędu Lotnictwa Cywilnego pod numerem 230.